# بروس كامبل هوبر
بروس كامبل هوبر (بالفرنسية: Bruce Hopper)‏ هو عالم سياسة فرنسي، ولد في 24 أغسطس 1892 في ليتشفيلد في الولايات المتحدة، وتوفي في 6 يوليو 1973 في كامبريدج في الولايات المتحدة.